# Ikorodu
Ikorodu es una ciudad y un Área de Gobierno Local en el Estado de Lagos, Nigeria. Situado en la laguna de Lagos, comparte  frontera con el Estado de Ogun. A partir de 2007 Ikorodu tenía una población estimada de 329.424.

## Historia
Ikorodu fue fundada por Yorubas que se asentaron en la zona. El nombre Ikorodu es una forma de Oko Odu, que significa "granja de odu".  Durante el siglo XIX Ikorodu fue un importante mercado para el puesto de Remo reino, que logró ser ubicado por este a lo largo de la ruta comercial entre Lagos y Ibadán.
En agosto de 2007, las inundaciones mataron a seis personas en Ikorodu y obligó a la evacuación de más.

## Gobernantes Tradicionales
Desde su fundación Ikorodu ha sido gobernado por el Rademo y por las familias reales de Lasunwon . Lo que sigue es la lista de Obas de Ikorodu:
Lasunwon 
- Rademo
- Lugbekan (Lasunwon)
- Dotelu (Lasunwon)
- Kaalu (Lasunwon)
- Oguntade I (Rademo)
- Petu (Rademo)
- Kuyinu (Rademo)
- Ireshe (Lasunwon)
- Idowu Alagbo (Rademo)
- Odesanya (Lasunwon)
- Orelaja (Rademo)
- Ogunlaru (Lasunwon)
- Aina Odubote (Rademo)
- Odunjumo Araba (Lasunwon)
- Ajayi Owujebe (Lasunwon)
- Adenaike Alagbe (Lasunwon)
- Samuel O. Ladega (Lasunwon)
- Salawu Oyefusi, titular (Rademo)